# Omanische Eishockeynationalmannschaft
| Omanische Eishockeynationalmannschaft                                 | Omanische Eishockeynationalmannschaft |
| --------------------------------------------------------------------- | ------------------------------------- |
| Verband:                                                              | Omanischer Eishockeyverband           |
| Erstes Länderspiel:                                                   |                                       |
| Oman 0:11 Vereinigte Arabische Emirate 26. Mai 2010 in Kuwait, Kuwait |                                       |
| Höchster Sieg:                                                        |                                       |
| Oman 9:3 Katar 9. Juni 2014 in Kuwait                                 |                                       |
| Höchste Niederlage:                                                   |                                       |
| Kuwait 17:1 Oman 28. Januar 2016 in Doha, Katar                       |                                       |
| Medaillengewinne Herren:                                              |                                       |
| WM:                                                                   | keine                                 |
| Olympia:                                                              | keine                                 |

Die omanische Eishockeynationalmannschaft der Herren gehört zum omanischen Eishockeyverband.   

## Geschichte
Die omanische Eishockeynationalmannschaft wurde 2010 gegründet und nahm im selben Jahr erstmals an einem internationalen Turnier teil, als sie einer von vier Teilnehmern der Eishockeymeisterschaft des Golfes war. Das Turnier schloss Oman auf dem vierten und somit letzten Platz ab. Im letzten Spiel gegen Saudi-Arabien konnte die Mannschaft ihr erstes Länderspieltor erzielen.
2015 nahm Oman erstmals am IIHF Challenge Cup of Asia teil.

## Platzierungen

### IIHF Challenge Cup of Asia
- 2008–2014: nicht teilgenommen
- 2015: 9. Platz (4. Division I)
- 2016: nicht teilgenommen
- 2017: 8. Platz (3. Division I)
- 2018: kurzfristig zurückgezogen
- 2019: 7. Platz

### Eishockeymeisterschaft des Golfes
- 2010: 4. Platz
- 2012: 3. Platz
- 2014: 4. Platz
- 2016: 4. Platz

### Arab Cup of Ice Hockey
- 2023: 1. Platz